# Macondo (Cien años de soledad)
«Macondo» es el primer episodio de la primera temporada de la serie de televisión Cien años de soledad, adaptación de la novela homónima de Gabriel García Márquez, producida por Dynamo y distribuida por Netflix. Dirigido por Álex García López y estrenado el 11 de diciembre de 2024.

## Sinopsis
El primer episodio comienza con una prolepsis del final de la historia: la casa de los Buendía, desgastada por el tiempo; el inquietante contorno de un cadáver cubierto por una sábana manchada de sangre y ejércitos de hormigas invadiendo cada rincón. Desde ese punto, la narrativa nos traslada a una analepsis intermedia con el íncipit de la novela: «Muchos años después, frente al pelotón de fusilamiento, el coronel Aureliano Buendía había de recordar aquella tarde remota en que su padre lo llevó a conocer el hielo». Así se da inicio al tiempo cronológico, distinto al tiempo cíclico e instante de la narración escrita por Gabriel García Márquez.
A través de otra narración retrospectiva, ambientada del siglo XIX, se relata que José Arcadio Buendía y Úrsula Iguarán, primos entre sí, contrajeron matrimonio en su pueblo natal, cuyo nombre no se menciona explícitamente. Durante de la boda, Úrsula experimentaba una profunda angustia debido a una creencia popular transmitida por su madre, muy arraigada en la familia: la idea de que la unión entre parientes podía dar lugar al nacimiento de hijos con deformidades físicas. También le contó la anécdota de unos primos que se casaron y tuvieron un «hijo con cola de cerdo». Este temor la llevó a negarse a consumar el matrimonio durante un largo período después de la boda. Aunque estaban casados legalmente, Úrsula se resistía a mantener relaciones íntimas con José Arcadio, preocupada por el riesgo de traer al mundo una descendencia marcada por las maldiciones que, según ella, podían ser consecuencia de su parentesco cercano.
La situación llegó a tal extremo que la madre de Úrsula elaboró un superficial cinturón de castidad, un objeto destinado a protegerla físicamente de cualquier intento de acercamiento por parte de José Arcadio. A pesar de convivir como marido y mujer, su relación permanecía sin completar. Durante el día, ambos actuaban de manera normal, manteniendo las apariencias frente a los demás; sin embargo, durante la noche, el ambiente se llenaba de tensión y un deseo reprimido que no llegaba a materializarse.
Una noche, en el pueblo, se organizó una pelea de gallos en la que José Arcadio llevó al suyo para enfrentarse al gallo de Prudencio Aguilar. En pocos minutos, el gallo de José Arcadio venció al de Aguilar. Sin embargo, lo que parecía ser un final amistoso tomó un giro inesperado cuando Prudencio Aguilar hizo un comentario sarcástico que hirió profundamente el honor de José Arcadio. Con tono directo y humillante, Aguilar dijo: «A ver si ese gallo le hace el favor a tu mujer», frase sacada totalmente de la novela. Ofendido, José Arcadio lo desafió a armarse, declarando que lo buscaría hasta matarlo. José Arcadio regresó a su casa, tomó una lanza y fue en busca de Prudencio Aguilar. Al encontrarlo, le arrojó la lanza directamente al cuello, acabando con su vida.